# 福岡市立下山門中学校
福岡市立下山門中学校（ふくおかしりつしもやまとちゅうがっこう）は、福岡県福岡市西区にある公立中学校。

## 沿革
- 1987年（昭和62年） 内浜中学校から分離し開校

## 校訓
- 英知・友愛・錬磨

## 部活動

### 運動部
- 野球部
- サッカー部
- バレーボール部（女子）
- 卓球部
- バスケットボール部（男女）
- ソフトテニス部（男女）
- 剣道部
- 陸上部（男女）

### 文化部
- 吹奏楽部
- 美術部
- 放送部

## 周辺施設
- 福岡市立石丸小学校
- 福岡市立下山門小学校
- 白十字病院・白十字リハビリテーション病院

## 交通
- JR筑肥線下山門駅から東に徒歩10分（800メートル）
- 福岡市営地下鉄姪浜駅から徒歩15分（1.3キロメートル）
- 西鉄バス下山門中学校バス停から徒歩2分
- 西鉄バス下山門バス停から徒歩5分

## 著名な出身者
- 田代有三（サッカー選手）
- 金原沙織（女子バスケットボール選手・山梨クィーンビーズ）
- 金原彩姫（女子バスケットボール選手・トヨタ自動車アンテロープス）
- 中西智代梨（AKB48）
- 谷真理佳（SKE48）
- 赤星拓（サッカー選手）